# هاتي الكسندر
هاتي الكسندر (بالإنجليزية: Hattie Alexander)‏ هي عالمة أحياء دقيقة أمريكية، ولدت في 5 أبريل 1901 في بالتيمور في الولايات المتحدة، وتوفيت في 24 يونيو 1968 في نيويورك في الولايات المتحدة.

## وصلات خارجية
- هاتي الكسندر على موقع الموسوعة البريطانية (الإنجليزية)